# 麻田刚立
麻田刚立（日语：／ Asada Gōryū，1734年3月10日—1799年6月25日），日本江户时代的天文学家。他通过西方科学著作的中文译本学习天文学和数学。他尝试综合中西方天文学系统。他在研究中详尽阐述天文学领域的几个基本原则。尤为著名的是，他独立发现了开普勒环形山行星移动第三定律。